# Syringodea unifolia
Syringodea unifolia är en irisväxtart som beskrevs av Peter Goldblatt. Syringodea unifolia ingår i släktet Syringodea och familjen irisväxter. Inga underarter finns listade i Catalogue of Life.